# 알프스 소녀 안네트
알프스 소녀 안네트는 닛폰 애니메이션의 세계명작극장이다.
그것은 패트리시아 세인트 존이 쓴 아동 문학 눈의 보물을 원작으로 하고 스위스 산악 마을 로시니에르를 배경으로 한다.
1983년 1월 9일부터 1983년 12월 23일까지 후지 TV에서 총 48화로 방영되었다. 대한민국에서는 1983년 11월 4일부터 1984년 12월 21일까지 MBC에서 방영되었다.

## 성우
- 한 게이코 - 안네트 부르니에르
- 미유키 사나에 - 다니엘 바루니에루
- 히사무라 에이코 - 루시엔 모렐
- 요시다 리호코 - 마리 모렐
- 코바야시 오사무 - 피에르

이 애니메이션은 하나의 오프닝과 하나의 엔딩 주제가가 있었다. 오프닝 주제가는 "안네트의 푸른 하늘"과 엔딩 주제가는 "하얀 에델바이스 꽃"으로, 모두 한 게이코가 연기했다.

## 방영목록
제1화 알프스의 아이들
제2화 썰매경주
제3화 사랑과 슬픔
제4화 엄마가 된 안네트
제5화 새로운 가족
제6화 알프스의 목장
제7화 치즈를 만들어요
제8화 가을축제
제9화 마을의 기관차
제10화 뜻밖의 여행
제11화 크리스마스의 선물
제12화 동물사냥을 막아라
제13화 엇갈리는 마음
제14화 무서운 일
제15화 불행 중 다행
제16화 종합병원
제17화 검은구름
제18화 다니의 목발
제19화 뜻밖의 진단
제20화 노아의 방주
제20화 죄의 무게
제22화 숨겨둔 이야기
제23화 다니의 보물
제24화 슬픈 거짓말
제25화 사랑할때도 눈물이
제26화 추억의 목장
제27화 니콜라스 선생님
제28화 가을 미술 전시회
제29화 부서진 꿈
제30화 후회의 눈물
제31화 용기있는 고백
제32화 전하고 싶은 진실
제33화 안녕 프란츠
제34화 마음의 문을 열고
제35화 되찾은 우정
제36화 두사람의 보물
제37화 루센의 맹세
제37화 눈보라 치는 언덕
제38화 일어서라!루센
제39화 다니의 진찰
제40화 페긴 영감의 비밀
제41화 낮선 사람들
제42화 그리운 로시니엘
제43화 수술받는 다니
제44화 프란츠와의 재회
제45화 돌아온 고향
제46화 빛나는 빛속에서

제47화 우정은 영원히(최종회)